# Бриггс, Бенджамин
Бенджамин Спунер Бриггс (англ. Benjamin Spooner Briggs, 24 апреля 1835 — 1872?) — американский моряк. Он известен в первую очередь тем, что был капитаном торгового судна «Мария Целеста», найденного покинутым командой и дрейфующим на спокойных водах Атлантического океана недалеко от Гибралтарского пролива 4 декабря 1872 года. Спасательная шлюпка отсутствовала, хотя «Мария Целеста» не стояла на якоре и находилась в превосходном состоянии. Были найдены следы недавнего пребывания людей и их внезапного и необъяснимого отплытия. Бриггс, его жена Сара, двухлетняя дочь София Матильда, а также команда «Марии Целесты» и спасательная шлюпка так и не были найдены и признаны пропавшими без вести.

## Карьера в море
Семья Бриггса, жившая в Массачусетсе, всегда была крепко связана с морем. Сам Бриггс провёл на нём большую часть своей жизни, знал все опасности, подстерегающие мореплавателей, и, по общим отзывам, был опытным, отважным и способным моряком. Благодаря его честности и способностям, его уважали и им восхищались подчинённые. Бриггс сумел подняться по служебной лестнице и в конце концов стал капитаном собственного корабля. Вначале он командовал бригантиной «Морская пена», а в 1862 году стал капитаном трёхмачтовой шхуны «Король леса». В 1865 году он повёл барк «Артур», а командование над «Королём леса» передал своему брату Оливеру Бриггсу. Оливер также был моряком и его деловым партнёром.

## Семья
Бенджамин Бриггс был человеком выдающихся моральных качеств, глубоко верующим, а также убеждённым трезвенником. Это привлекало к нему внимание. В 1862 году Бенджамин Бриггс женился на Саре Элизабет Кобб, дочери священника Лиэндера Кобба. Бенджамин и Сара провели свой медовый месяц в Европе, куда они поплыли на шхуне Бенджамина «Король леса». В 1865 году в их доме в городе Мэрион в Массачусетсе, известном большим количеством моряков, живших там, и развитым судостроением, у них родился сын Артур С. Бриггс. в следующем году они совершили путешествие в Марсель, а по возвращении 31 октября 1870 года родилась их дочь София Матильда.

## «Мария Целеста»
В 1871 году Бенджамин и его брат хотели оставить море и купить скобяную лавку в городе Нью-Бедфорд в Массачусетсе, но этот план не был осуществлён. Тогда в 1872 году Бенджамин приобрёл долю в бригантине «Мария Целеста», раньше называвшейся «Амазон», которой владел Джеймс Винчестер. Он переоборудовал каюту так, чтобы там могла разместиться его семья.
В конце 1872 года его жена Сара и двухлетняя дочь София отплыли вместе с ним от Статен-Айленд в Нью-Йорке в Геную. Семилетний Артур остался вместе с бабкой дома, чтобы ходить в школу.
Через месяц корабль был обнаружен покинутым на спокойных водах Атлантического океана недалеко от Гибралтарского пролива. Бриггс, Сара, София и вся команда «Марии Целесты» не были найдены, и их судьба остаётся загадкой.

## Наследие
Через старшего сына Артура, оставшегося дома во время поездки, у Бенджамина Бриггса есть несколько живущих сейчас потомков.
Кенотаф, посвящённый семье, находится на кладбище Эвергрин в Мэрионе. Надгробная надпись гласит: «Capt. Benj S. Briggs born Apr 24, 1835, Sarah E Cobb his wife born Apr 20 1841, Sophia M, their daughter, then 10 mos, born Oct 31, 1870. Lost in Brig Mary Celeste Nov 1872» 

## Образ в кино
- В сериале «Доктор Кто», в 16 серии 2 сезона «Погоня» Бенджамина Биггса играет актёр Дэвид Блэйк Келли